# Newton (Teksas)
Newton je grad u američkoj saveznoj državi Teksas. Prema popisu stanovništva iz 2010. u njemu je živjelo 2.478 stanovnika.